# Оскар Бербеља
Оскар Бербеља (Чачак, 1921 — Београд, 1999) био је српски вајар и ликовни уметник. Један је од најзначајних представника послератне модернистичке скулптуре у Србији. Аутор је бројних јавних споменика, рељефа и фонтана, међу којима се истичу „Девојчица” у Чачку и рељеф „Пуж” на згради Дома културе.

## Образовање и рана каријера
Бербеља је рођен у Чачку 1921. године, где је завршио основну школу и гимназију. Након тога је уписао Уметничку академију у Београду, где је дипломирао у класи професора Сретена Стојановића. Током студија специјализовао се за монументалну скулптуру и јавне споменике.

## Уметнички рад
Бербеља је стварао у духу модернизма, комбинујући традиционалне материјале попут бронзе и камена са апстрактним формама. Његови радови су често имали јавни карактер, а најпознатија дела су:

### „Девојчица” (1959)
Прва модернистичка скулптура у Чачку, постављена у фонтани испред зграде Поште. Израђена је у бронзи и представља стилизовану фигуру девојчице са птицом. Током 1990-их скулптура је уклоњена и складиштена, да би 2019. била враћена на нову локацију код Робне куће „Инекс”.

### Рељеф „Пуж”
Рељеф од бронзе на фасади Дома културе у Чачку, израђен шездесетих година 20. века, постао је симбол ове установе. Облик пужа комбинује органске и геометријске елементе.

### Јавни споменици и скулптуре
Бербеља је аутор више јавних споменика у западној Србији, укључујући и споменик трубачу у Гуча.

## Јавни ангажман и признања
Бербеља је био члан УЛУС-а и УЛУПУДС-а. Учествовао је на бројним изложбама у земљи и иностранству. Добитник је Награде града Чачка за животно дело 1984. године.

## Наслеђе
Бербељине скулптуре налазе се у јавним просторима Чачка, Гуче и других градова, као и у колекцијама Уметничке галерије „Надежда Петровић” у Чачку и Музеја савремене уметности у Београду. Његови јавни радови су више пута били мета вандализма, што је изазвало бројне рестаурације.